# Cirujanos de corazón
Heart Surgeons (Hangul: 흉부외과, RR: Hyungbuoegwaa, lit: Thoracic Surgery), es una serie de televisión surcoreana transmitida del 27 de septiembre del 2018 hasta el 15 de noviembre del 2018 a través de SBS TV. 

## Historia
La serie se centra en el departamento de cirugía torácica de un hospital, y las personas que están ahí. 
Entre ellos, está el doctor Park Tae-soo, quien fue un paciente de cirugía torácica y cuya madre está esperando un trasplante de corazón. El médico Choi Suk-han, un cirujano torácico reconocido por sus habilidades pero que no ha recibido un trato justo debido a su humilde historial médico en una universidad local, que perdió a su única hija. Y Yoon Soo-yeon, una quirúrgica torácico que sufre de una cardiopatía congénita.

## Reparto

### Personajes principales[2]
| Actor      | Personaje          | Ocupación                        | Nº de episodios | Duración |
| ---------- | ------------------ | -------------------------------- | --------------- | -------- |
| Go Soo     | Park Tae-soo       | Cirujano Torácico                | 32              | 2018     |
| Um Ki-joon | Dr. Choi Suk-han   | Cirujano Torácico                | 32              | 2018     |
| Seo Ji-hye | Dra. Yoon Soo-yeon | Asistente de Quirúrgico Torácico | 32              | 2018     |

### Personajes recurrentes
| Actor          | Personaje         | Ocupación                                            | Nº de episodios | Duración |
| -------------- | ----------------- | ---------------------------------------------------- | --------------- | -------- |
| Kim Ye-won     | Ahn Ji-na         | Cirujana Torácica                                    | -               | 2018     |
| Jeong Bo-seok  | Yoon Hyun-il      | -                                                    | -               | 2018     |
| Nam Kyung-eup  | Dr. Yoon Hyun-mok | Director del Hospital / Cirujano Cardíaco Pediátrico | -               | 2018     |
| Jang So-yeon   | Kang Eun-sook     | Enfermera                                            | -               | 2018     |
| Choi Dae-hoon  | Dr. Koo Dong-joon | Cirujno Torácico                                     | -               | 2018     |
| Ahn Nae-sang   | Koo Hee-dong      | Padre de Koo Dong-joon                               | -               | 2018     |
| Jung Hee-tae   | Lee Dae-young     | -                                                    | -               | 2018     |
| Park Kyung-hye | Lee Sun-yeong     | Enfermera de Cuidados Intensivos                     | -               | 2018     |
| Nam Tae-boo    | Lee Mi-ran        | -                                                    | -               | 2018     |
| Jung Yoo-min   | Bae Yoo-ri        | -                                                    | -               | 2018     |
| Cha Soon-bae   | Lee Joong-do      | Doctor                                               | -               | 2018     |
| Son Kwang-eop  | Son Jae-myung     | -                                                    | -               | 2018     |
| Jung Hyun-suk  | Yoo               | Jefe de Departamento                                 | -               | 2018     |
| Lee Duck-hee   | Oh Jeong-ae       | -                                                    | -               | 2018     |
| Jo Jae-yoon    | Hwang Jin-cheol   | ex-Colega de Tae-soo                                 | -               | 2018     |
| Seo Yoon-ha    | -                 | -                                                    | -               | 2018     |
| Woo Hyun       | Dr. Han Sang-ok   | -                                                    | -               | 2018     |

## Episodios
La serie está conformada por 32 episodios, los cuales fueron emitidos todos los miércoles y jueves a las 22:00 (zona horaria de Corea (KST)).

## Premios y nominaciones
| Año  | Premio          | Categoría                           | Nominada    | Resultado |
| ---- | --------------- | ----------------------------------- | ----------- | --------- |
| 2018 | SBS Drama Award | Female Excellence (Wed-Thurs drama) | Seo Ji-hye  | Ganó      |
| 2018 | SBS Drama Award | Producer Award                      | Uhm Ki-joon | Ganó      |

## Producción
La serie también es conocida como "Two Lives One Heart Cardiothoracic Surgery" y/o "Two Lives One Heart".
Fue dirigida por Jo Young-kwang y escrita por Choi Soo-jin y Choi Chang-hwan.
La primera lectura del guion fue realizada a principios de agosto del 2018, mientras que el 20 de septiembre del mismo año se realizó la rueda de prensa.
La serie contó con el apoyo de la compañía de producción "The Story Works", será distribuida por Seoul Broadcasting System y emitida por SBS TV.